# 류샤오보사망진상조사위원회
류샤오보사망진상조사위원회(중국어 간체자: 刘晓波死亡真相调查委员会, 정체자: 劉曉波死亡真相調查委員會)는 중국의 인권운동가이자 2010년 노벨 평화상 수상자인 류샤오보가 2017년 7월 13일에 사망하면서 류샤오보의 사망의 진상을 규명하고자 중국 민주화 운동 인사들을 주축으로 설립한 위원회이다.

## 배경

### 류샤오보의 사망
중국의 인권운동가 류샤오보는 2008년 12월 유엔 인권 선언 발표 60주년을 맞아 중국의 언론자유, 인권 및 선거 자유 등을 촉구하는 08 헌장 서명을 주도하였다. 이듬해인 2009년 류샤오보는 국가전복 선동 혐의로 징역 11년을 선고 받고, 랴오닝성 진저우(錦州)교도소에 수감됐다.
수감중이던 류샤오보는 2017년 5월 간암 4기 판정을 받고 수일 후 가석방 돼 선양 소재 중국의대 부속 제1병원에 입원해 치료를 받아왔다. 가석방 후 미국·독일 등 해외 의료진도 그를 해외에서 치료 받게 해 달라고 요구했지만, 중국 당국은 "류샤오보의 건강 상태를 고려할 때 해외 이동은 어렵다"며 그의 마지막 바람마저 거부했다.
결국 2017년 7월 13일 류샤오보는 간암 말기 진단을 받고 풀려난지 50여일 만에 숨을 거뒀고, 이후 류샤오보의 해외 치료를 거부한 중국에 대한 국제사회의 비난이 쏟아졌다.

### 류샤오보사망진상조사위원회 설립

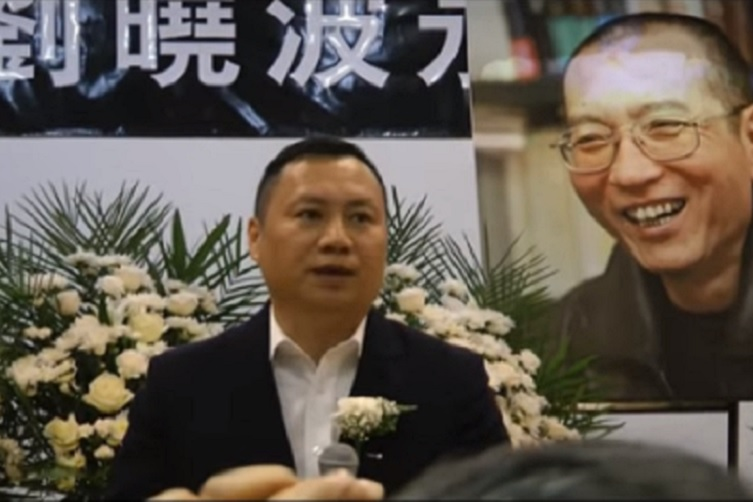
류샤오보 추모식에서 추도사를 하는 왕단(2017년 7월 15일 미국 뉴욕)

2017년 7월 15일 미국 뉴욕에서 화교들의 주축으로 류샤오보 추모식이 열렸고 중국민주화운동의 핵심인물이자 중국의 반체제인사 1호인 왕단은 추도사를 통해서 '류샤오보사망진상조사위원회'를 설립할 것을 건의하였고 중국민주화운동 인사들을 중심으로 '류샤오보진상조사위원회'를 설립하였다. 

## 조직
류샤오보사망진상조사위원회의 위원들은 대부분 중국 민주화 운동 인사들이며 인권운동가 왕단을 중심으로 구성되어 있다.

## 활동
왕단은 위원회의 활동을 크게 아래 네 가지라고 인터뷰를 통해서 밝힌 바 있다.
1. 류샤오보 부인 류샤와 관련된 항명운동과 류샤의 외국행 추진
2. 류샤오보가 추진했던 중국 민주화 촉구 선언문인 08 헌장의 서명자를 늘려가는 일
3. 미국 의원들과 함께 워싱턴 D.C.의 중국대사관 앞에서 시위
4. 류샤오보 동상 설립